# William Baumol

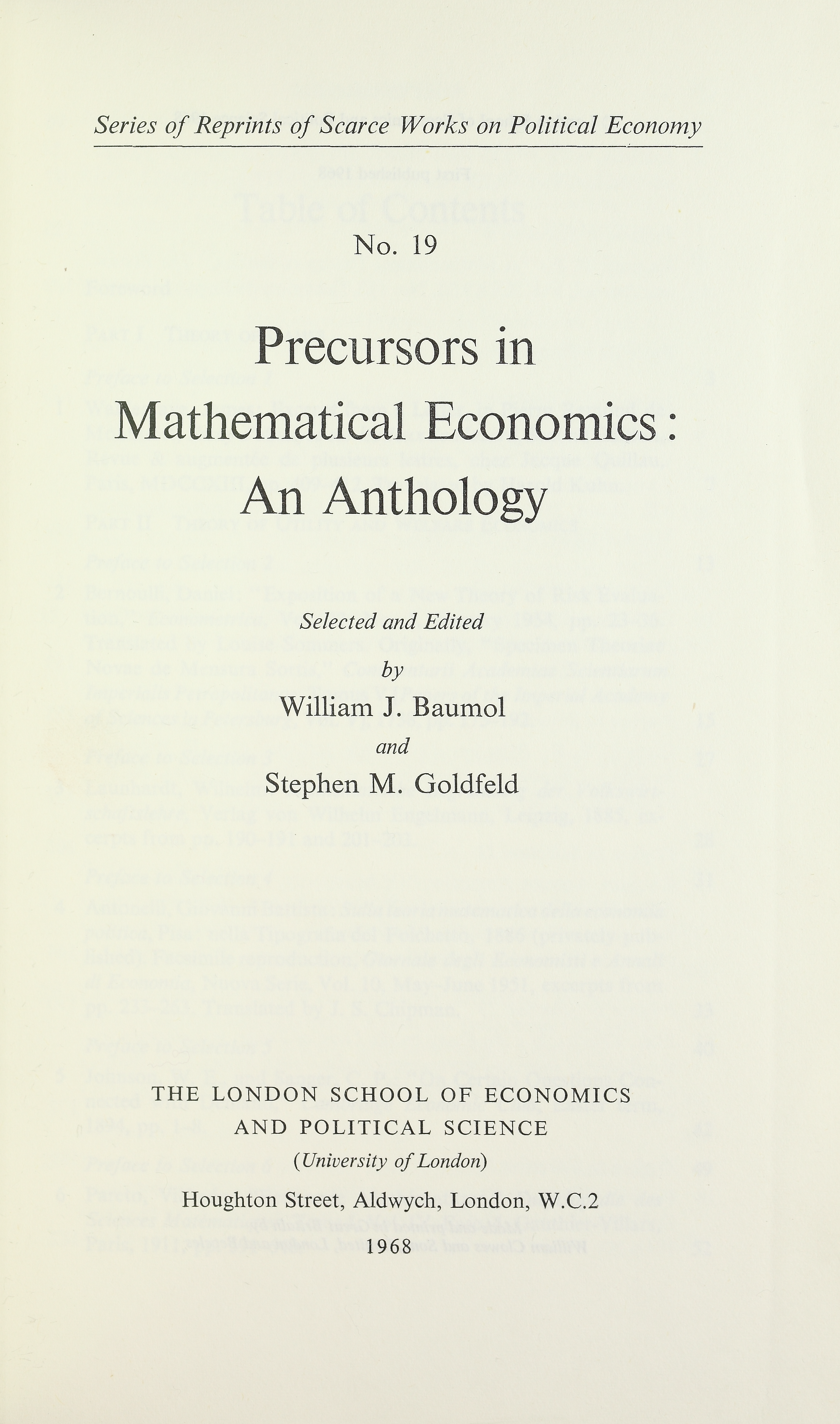
Precursors in mathematical economics, 1968

William Baumol (New York, 26 februari 1922 – aldaar, 4 mei 2017) was een Amerikaans econoom, bekend van de Wet van Baumol en de theorie van de contestable markets.

## Baumol en ondernemerschap
Baumol deelt ondernemers een belangrijke rol in de economie toe, die van innovatie. Baumol stelt, dat ondernemers verantwoordelijk zijn voor (vrijwel) alle innovatie die er plaatsvindt. Baumol deelt bedrijven in 3 categorieën, namelijk:
- innovators
- adaptors
- followers

Volgens Baumol zijn innovators dus de ondernemers, zij zijn verantwoordelijk voor de innovatie, die daarna overgenomen wordt door de adaptors, followers zullen de innovatie pas op een lange termijn gaan gebruiken.
Baumol stelt dus dat ondernemers de bron van alle grote innovaties zijn. En als innovatie (een van) de belangrijkste bron(nen) van economische groei is, zijn ondernemers een van de belangrijkste bronnen van economische groei.
Maar volgens Baumol handelen niet alle ondernemers productief, en handelen er veel dus onproductief, of zelfs destructief. 
Binnen de theorie van Baumold kunnen ondernemers op verschillende manieren handelen:
- productieve activiteiten, zoals innovatie
- niet-productieve activiteiten, zoals rent-seeking
- destructieve activiteiten, zoals criminele activiteiten

Baumol stelt dat de manier waarop ondernemers handelen voor het grootste deel wordt beïnvloed door wat de maatschappij of het systeem daar als beloning tegenover stelt.
De centrale hypothese binnen Baumol's theorie is in zijn eigen woorden:
[T]he central hypothesis here is that it is the set of rules and not the supply of entrepreneurs or the nature of their objectives that undergoes significant changes from one period to another and helps to dictate the ultimate effect on the economy via the allocation of entrepreneurial resources.
De belangrijkste invloed op hoe ondernemers handelen is dus de beloning die zij daarvoor krijgen, of zoals hij zelf zegt:
[I]t is my belief that the explanation for this rise and fall of entrepreneurial activity is grounded in simple dollars and cents—in the changes in the economy’s structure of payoffs.
Maar niet alleen monetaire beloningen, maar ook niet monetaire beloningen, zoals status, hebben een belangrijke invloed op hoe ondernemers handelen. Baumol stelt verder dat de hoeveelheid ondernemers exogeen bepaald is, en dus niet (of moeilijk) beïnvloed kan worden, is het wel mogelijk om de ondernemers te sturen in hoe zij handelen.
De motivatoren en doelstellingen van ondernemers is, volgens Baumol, constant. Goed onderzoek naar waarom ondernemers op een bepaalde manier handelen, maakt het mogelijk om beleid te voeren dat productief ondernemerschap (en dus economische groei) stimuleert.
In Baumols theorie is de belangrijkste motivator die bepaalt hoe ondernemers zich gedragen de beloning die ondernemers er uit kunnen halen. Om ondernemerschap (in de vorm van productief ondernemen) te stimuleren is het dus van belang om de beloning uit productief ondernemen (innovatie) te vergroten.